# Kroatiendeutsche
Kroatiendeutsche (kroatisch Nijemci u Hrvatskoj) sind eine ethnische Minderheit von 2965 Personen in Kroatien (Stand: 2011), die sich als Deutsche betrachten. Die Kroatiendeutschen sind in der „Vereinigung der Deutschen und Österreicher von Kroatien“ organisiert und staatlich anerkannt. Dementsprechend haben sie gemeinsam mit den Roma und neun weiteren Minderheiten einen ständigen Sitz im Parlament Kroatiens. Die meisten Kroatiendeutschen verstehen sich als Donauschwaben (Podunavske Švabe), deren Hauptsiedlungsgebiet sich in der Gegend um Osijek (deutsch Esseg) im östlichen Slawonien befindet. So hat die „Deutsche Gemeinschaft – Landsmannschaft der Donauschwaben in Kroatien“ in Osijek ihren Sitz. In der Stadt gibt es ein deutsches Kulturzentrum, eine kleine Anzahl von deutschen Schulen und seit 1995 einen deutschen Klassenzug an einer Grundschule.

## Geschichte
Die Volkszählung von 1900 ergab eine kroatische deutsche Bevölkerung von 85.781. Mit dem Zerfall der Doppelmonarchie und der Gründung des Königreichs der Serben, Kroaten und Slowenen, wurden die Deutschen von Kroatien zur Minderheit. Im Jahre 1920 gründete der kroatiendeutsche Kulturverein den Kulturbund. Der deutsche Kulturbund wurde auf den 11. April 1924 durch den Minister des Innern Svetozar Pribicevic verboten. Die folgende Regierung von Ljuba Davidović und der Demokratischen Partei betrachtete das Verbot als aufgehoben.
Im Jahre 1922 gründete sich die Deutsche Partei Jugoslawiens als Partei der Deutschen. Die Partei bestand bis 1929, als sie unter der Diktatur des Königs Alexander verboten wurde.

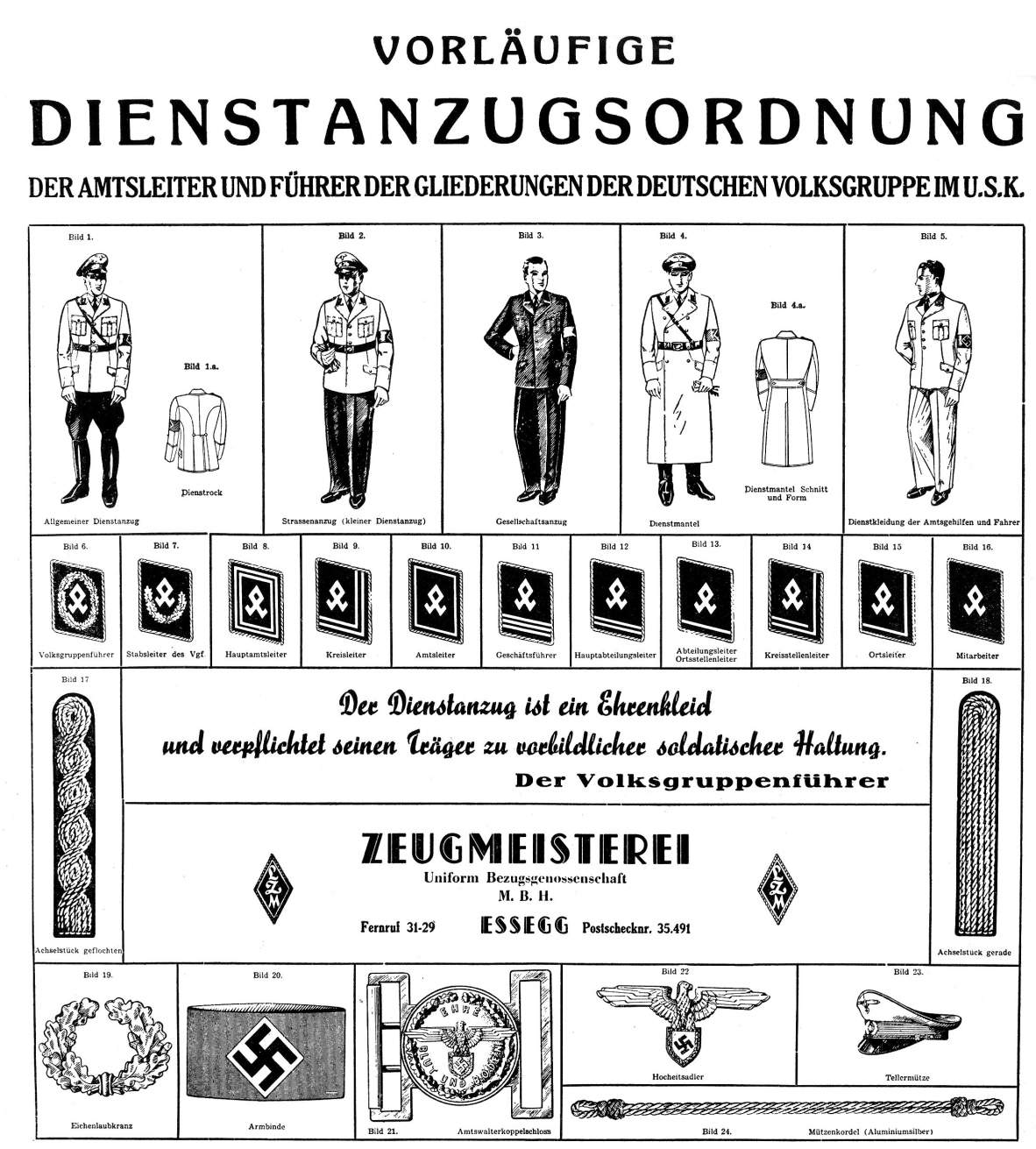
Uniformen und Abzeichen der politischen Führer und Angehörigen der „Deutschen Volksgruppe im Unabhängigen Staate Kroatien“.

Die deutsche Volksgruppe in Kroatien unterstand ab 1941 dem deutschen „Volksgruppenführer“ Branimir Altgayer. Mit dem „Gesetzesdekret über die vorläufige Rechtsstellung der Deutschen Volksgruppe“ vom 21. Juni 1941 wurde die „Deutsche Volksgruppe im Unabhängigen Staate Kroatien“ (DVGK), in dem alle Deutschen auf dem Gebiet des Unabhängigen Staates Kroatien zusammengefasst wurden, zur juristischen Person des öffentlichen Rechts erklärt und erhielt die Gleichberechtigung im öffentlichen und privaten Leben. Eine Gliederung der DVGK bzw. seines „einzigen und alleinigen politischen Willensträgers“, der Nationalsozialistischen Deutschen Gefolgschaft in Kroatien (NSDGK) war die „Deutsche Mannschaft“ (DM), die über ihre eigene Einsatzstaffel verfügte. In der DM sollten „erbgesunde, rassisch und weltanschaulich einwandfreie Männer über 21 (in Ausnahmefällen über 18) Jahre zwecks mannschaftlicher Erziehung und körperlicher Ertüchtigung“ zusammengefasst werden. Altgayer war ab 1942 zusammen mit Ferdinand Gasteiger Mitglied im Kroatischen Parlament „Sabor“.
Zum Kriegsende konnten aus dem „Unabhängigen Staat Kroatien“ bis Ende Oktober 1944 etwa 90.000 Kroatiendeutsche evakuiert werden bzw. fliehen. Etwa 19.100 Deutschstämmige blieben auf dem Gebiet Kroatiens zurück.
Die kroatischdeutsche Volksgruppe wurde nicht im Potsdamer Abkommen behandelt, was sie daran hinderte, in Deutschland eingebürgert zu werden. Die Alliierten betrachteten sie als jugoslawische Staatsangehörige und versuchten, sie dorthin zurückzuschicken. Allerdings veröffentlichte am 4. Juni das kommunistische jugoslawische Regime ein Dekret, wodurch den ethnischen Deutschen die Jugoslawische Staatsangehörigkeit entzogen wurde. Ihr bewegliches und unbewegliches Eigentum wurde in Gänze konfisziert, und die meisten Kroatiendeutschen ließen sich in Deutschland und Österreich nieder. Einige konnten sich wieder in Jugoslawien ansiedeln, aber nur wenige kehrten in ihre ursprüngliche Heimat zurück.
Seit dem Sturz des Kommunismus und der kroatischen Unabhängigkeit hielt die Minderheit eine jährliche wissenschaftliche Konferenz unter dem Titel Deutsche und Österreicher im kroatischen Kulturkreis ab. Im Jahr 1996 haben Kroatien und Deutschland eine Vereinbarung unterzeichnet, um die Erleichterung der Kennzeichnung der deutschen Gräber aus den Weltkriegen in Kroatien zu gewähren. Es gibt zahlreiche deutsche Kriegsgräber aus beiden Weltkriegen in Pula, Split und Zagreb. In der kroatischen Volkszählung von 2001 erklärten sich 2902 Personen als Deutsche und 247 als Österreicher. Im Jahr 2005 verabschiedete die kroatische Regierung ein umfassendes Gesetz über die Rückgabe der verstaatlichten österreichischen Vermögensgegenstände an ihren rechtmäßigen Eigentümer. Der Kroatiendeutsche Nikola Mak aus Osijek war der Parlamentsabgeordnete der deutschen Minderheit in der Wahlperiode 2003 bis 2007.

### Historische Siedlungsgebiete in Slawonien, Syrmien und Baranja
Die wichtigsten Orte in Slawonien, die ehemals von Deutschen besiedelt waren sind:
- Darda (Darda)
- Jagodnjak (Katschfeld)
- Josipovac-Kravice (Oberjosefsdorf-Krawitz)
- Kula (Kula-Josefsfeld)
- Osijek (Esseg)
- Sarvaš (Sarwasch-Hirschfeld)
- Satnica Đakovačka (Satnitz)
- Slavonski Brod (Brot)

Weitere deutsche Dörfer in Slawonien waren laut Volkszählung von 1910:
| - Tomašinci - Krndija (Kerndia) - Ivanovac - Veliškovci - Velimirovac (Welimirowatz) - Drenjski Slatnik - Čačinci - Grabić - Lukač | - Orešac - Ivanbrijeg - Mandićevac - Našička Breznica - Bokšić Lug - Ernestinovo (Ernestinenhof) - Gašinci (Gaschinzi) - Mrzović - Vučevci (Wolfstal) | - Darkovac - Poreč (Poretsch) - Rajsavci - Novo Zvečevo - Filipovac - Dobrovac - Antunovac - Hrastovac (Eichendorf) - Blagorodovac (Blagorodowatz) | - Veliki Miletinac - Đulovac (Wercke) - Mali Bastaji |

Auch in der benachbarten Region Syrmien (serbisch Срем Srem, kroatisch Srijem) gab es viele deutsche Siedlungen und es gibt noch ein Dorf namens Nijemci, wörtlich übersetzt: „Deutsche“. Die wichtigsten im kroatischen Teil von Syrmien sind:
| - Vukovar - Vinkovačko Novo Selo (Neudorf), nun westlicher Part von Vinkovci - Opatovac - Lovas (Lowas) - Jarmina (Jahrmein) - Berak - Tompojevci - Cerić | - Tovarnik - Ilača (Illatsch) - Svinjarevci - Bapska (Babska) - Orolik - Šidski Banovci - Novi Jankovci (Neu-Jankowzi) |

In der Baranja wurde in der damals überwiegend deutschsprachigen Stadt Čeminac (Laschkafeld) in den Jahren 1906 bis 1907 die Pfarrkirche Herz-Jesu Christi erbaut. Im Jahr 1945 wurden die deutsche Bevölkerung in der Stadt gezwungen, sie bis Jahresende zu verlassen. Nach demokratischen Veränderungen in Kroatien im Jahre 1990 reparierten ehemalige und überwiegend in Deutschland lebende Bewohner die Kirche. Doch am 10. April 1992 wurde die Kirche von serbischen Truppen während des kroatischen Unabhängigkeitskrieges in Brand gesetzt. Ab dem Jahre 2001 trugen verschiedene Ebenen der kroatischen Regierung zu ihrer Reparatur bei, die bis ins Jahr 2005 erfolgte.